# Goosebumps Series 2000
Goosebumps Series 2000 (abreviată de fani Goosebumps 2000) este o subserie a seriei Goosebumps de autorul R. L. Stine.

## Cărți
- Cry of the Cat
- Bride Of The Living Dummy
- Creature Teacher
- Invasion Of The Body Squeezers: Part One
- Invasion Of The Body Squeezers: Part Two
- I Am Your Evil Twin
- Revenge R Us
- Fright Camp
- Are You Terrified Yet?
- Headless Halloween
- Attack Of The Graveyard Ghouls
- Brain Juice
- Return To Horrorland
- Jekyll and Heidi
- Scream School
- The Mummy Walks
- The Werewolf In The Living Room
- Horrors Of The Black Ring
- Return to Ghost Camp
- Be Afraid - Be Very Afraid
- The Haunted Car
- Full Moon Fever
- Slappy's Nightmare
- Earth Geeks Must Go!
- Ghost in the Mirror